# Masataka Kani
Masataka Kani (可児 壮隆 Kani Masataka?), född 18 april 1991 i Kanagawa prefektur, är en japansk fotbollsspelare.
Kani började sin karriär 2014 i Kawasaki Frontale. Efter Kawasaki Frontale spelade han för Shonan Bellmare, Zweigen Kanazawa, FC Imabari och Gainare Tottori.